# Habit vert
Pour les articles homonymes, voir L'Habit vert.
L’habit vert, ou habit d'académicien, est l'habit des membres de l’Institut de France, porté lors des réunions solennelles et des cérémonies officielles.

## Historique

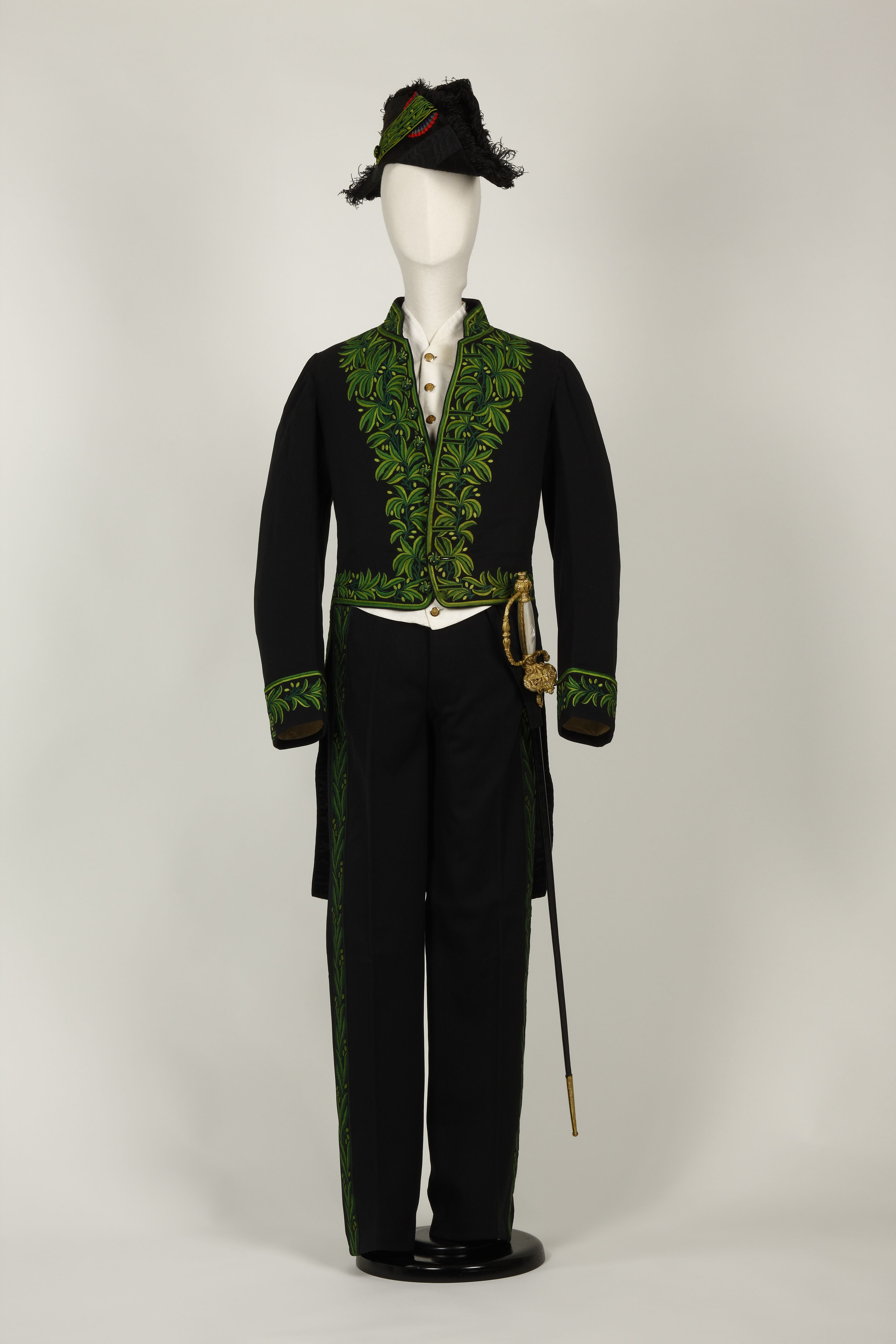
Habit d'académicien masculin (ayant appartenu à l'architecte Henri Labrouste).

L’Institut de France demandant officiellement un costume simple et décent, sa composition fut décidée par un arrêté du Consulat du 13 mai 1801, puis amendée au fil des siècles. Il consistait en un grand costume (habit, gilet ou veste, culotte ou pantalon noirs, brodés en plein d’une branche d’olivier en soie vert foncé, chapeau à la française) et un petit costume (habit plus sobre n’ayant de broderie qu’au collet et aux parements de la manche avec une baguette sur le bord de l’habit.

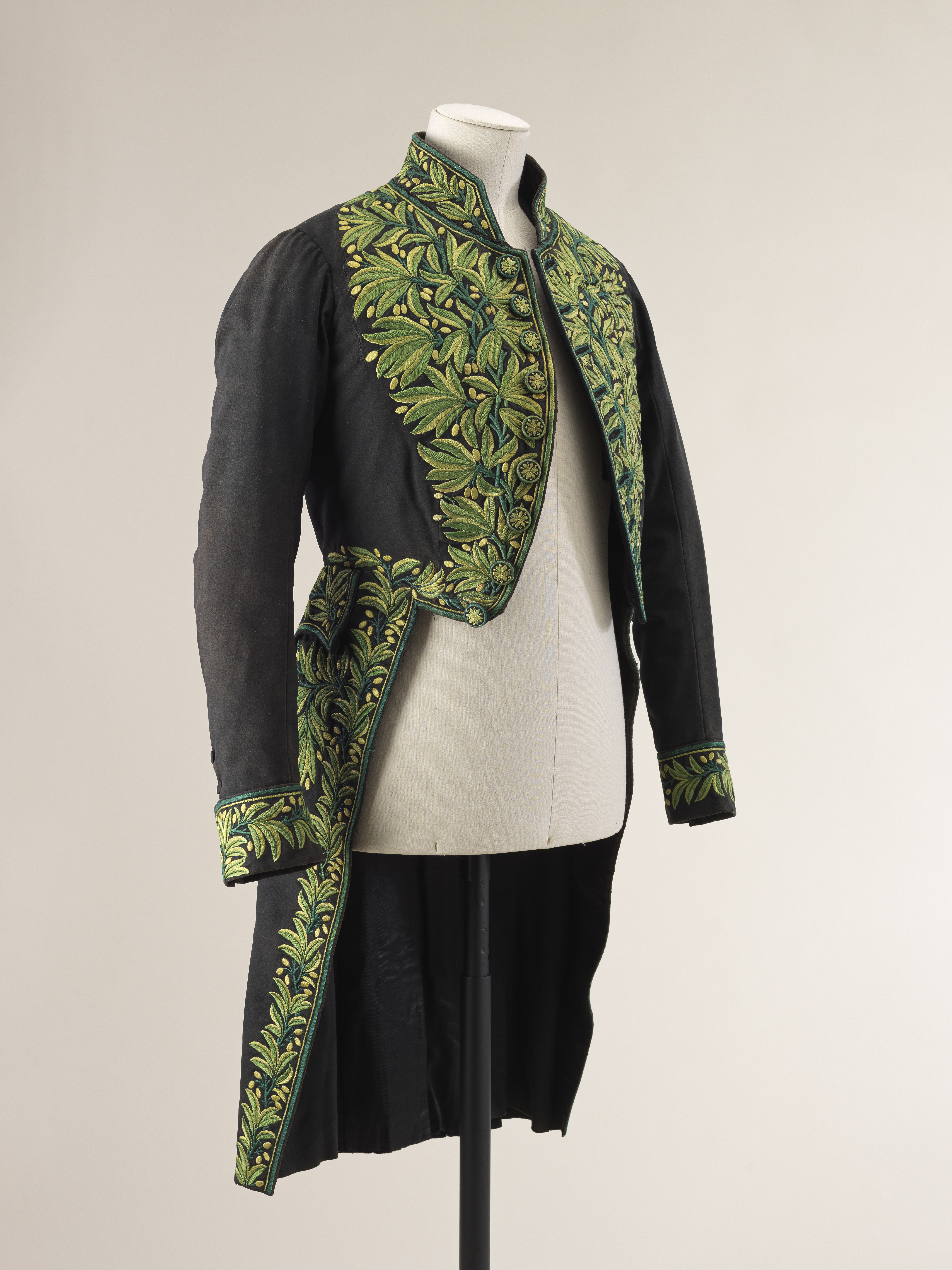
Veste d'académicien de Victor Hugo.

Victor Hugo inaugure en 1848 une nouvelle mode à l'origine de l'évolution de l'habit, le frac à la place de la redingote, le jabot transformé en plastron et cravate blanche et le port du pantalon en remplacement de la culotte et des bas de soie. Le peintre Édouard Detaille y adjoindra une cape en 1892.
À l'origine en deux versions, le petit costume tomba rapidement en désuétude, seul le grand costume subsiste encore de nos jours. Le vert originel, dont l’échantillon est conservé aux Archives nationales, a subi aussi des évolutions, le journaliste Henri Lavedan faisant déjà remarquer à cette époque que chacun choisissait la nuance correspondant à son caractère.
Il est actuellement composé d'un chapeau bicorne, d'un gilet et d'un pantalon en drap noir ou bleu foncé, et non plus vert foncé comme à l'origine, brodés de branches d'olivier vertes et or, d'une cape et d'une épée,.
Les ecclésiastiques sont dispensés du port de l'épée ainsi que de l'habit. 
L'arrêté de 1801 ne prévoyait pas de tenue féminine ; une certaine liberté vestimentaire est donc accordée aux femmes.
Si le port de la tenue est obligatoire et sa confection très codifiée, il n'en est pas de même pour l'épée. Les ecclésiastiques et, en principe, les femmes n’en reçoivent pas. Jacqueline de Romilly porte un sac à main brodé assorti à sa cape, mais Hélène Carrère d'Encausse, Florence Delay, Assia Djebar, Simone Veil, Danièle Sallenave et Dominique Bona choisissent d'en porter une. Son origine est liée à l'Institut d'Égypte et rappelle les usages de l'Ancien Régime. Véritable objet d'art, l'épée constitue l'attribut personnel de l'académicien et revêt une haute charge symbolique. Elle lui est généralement offerte par ses amis et collègues, réunis dans un « Comité de l'épée », et lui est remise lors d'une cérémonie privée  quelques jours avant sa réception. Œuvre originale conçue avec beaucoup de liberté par des artistes joailliers, elle est offerte au récipiendaire dans le cadre d'une souscription, elle peut aussi être une arme ancienne (une épée de cour par exemple).

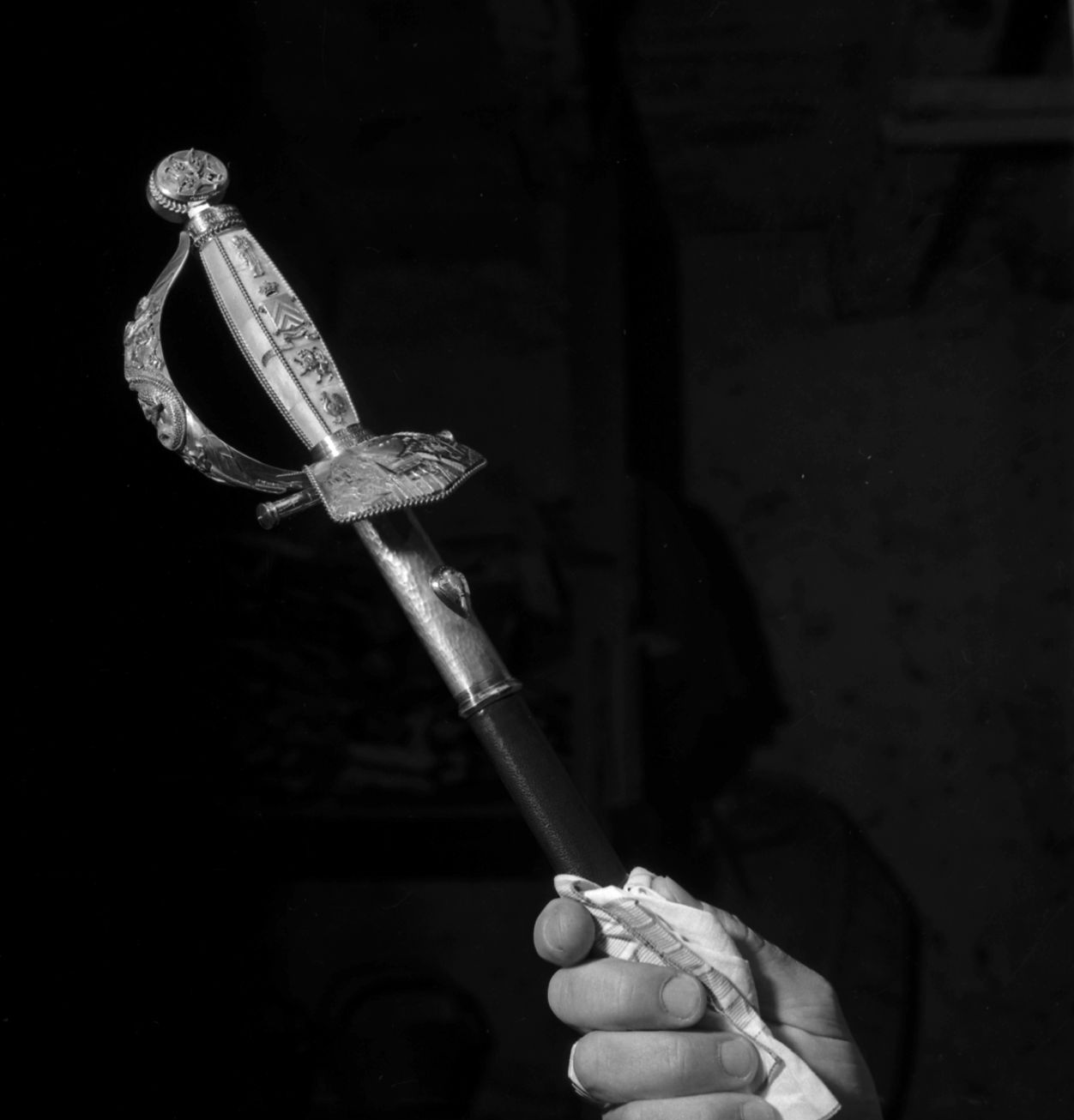
Remise de l'épée d'Antoine de Lévis-Mirepoix en 1953.

L'habit peut coûter jusqu'à 35 000 € s'il est « conçu dans les règles de l'art », ce qui peut prendre six mois ; l'épée est offerte grâce à une souscription auprès des amis du futur académicien,. Si l'académicien en question n'a pas suffisamment de moyens, il peut en emprunter une à l'Académie.

## Dans la culture
L'habit vert est un attribut si distinctif des académiciens que l'adjectif vert devient lui-même par métonymie un adjectif relationnel (ironique) désignant l'Académie française, synonyme d'académicien. Par analogie avec cette locution habit vert, se sont produites d'autres expressions comme fièvre verte, ou même poudre verte (dans Le Candidat de Jean Cau).
Il a même donné le nom à une pièce L'Habit vert (1912) de Flers et Caillavet, dont deux adaptions ont été réalisées, en 1937 et 1957.